# 合江县
合江县是中国四川省泸州市所辖的一个县。因长江与赤水在此汇合得名，被誉为“长江出川第一港口县”，水运便利。面积2422平方公里，人口约90万。
合江历史悠久，2014年10月成功申报联合国“千年古县”。

## 历史
西汉元鼎二年（前115年）置符縣，隶犍为郡，治安乐水会，即今合江镇南关地段。东晋穆帝永和三年（347年）后，符县改名安乐县，隶益州东江阳郡。南朝宋（420-479年）时，撤销安乐县。南朝齐（480-502年）复置安乐县，置安乐戍。北周保定四年（564年）撤销安乐戍，改置合江县，隶属泸州江阳郡。

## 人口
2020年末，根據全國第七次人口普查統計數字顯示：全县常住人口为68.87万人。

## 地理
合江位于四川盆地南缘，川渝黔结合部，长江、赤水河交汇处。属大娄山支系，地势南高北低。

## 行政区划
合江县下辖2个街道办事处、19个镇：
符阳街道、临港街道、望龙镇、白沙镇、先市镇、尧坝镇、九支镇、凤鸣镇、榕山镇、白鹿镇、甘雨镇、福宝镇、先滩镇、大桥镇、车辋镇、白米镇、法王寺镇、神臂城镇、石龙镇、真龙镇和荔江镇。

## 交通
合江县距泸州市区38.7公里，距成都市260.1公里， 距重庆朝天门109.2公里、 重庆绕城高速（外环高速）69公里。合江县是四川省与重庆市毗邻的所有区县中唯一一个既拥有长江黄金水道，又融入重庆“一小时经济圈”的县。
境内建成 成渝环线高速、 蓉遵高速两条高速公路，规划建设 安荣合高速与 渝叙筠高速。 353国道、 438省道、 439省道于县城交汇， 546国道穿西南县境而过。其中， 成渝环线高速在合江两跨长江，到重庆外环高速只需57公里路程，1小时即可到达重庆市主城区境内； 蓉遵高速为四川省南北向大动脉，是四川前往贵州的重要通道，也为合江交通的发展注入更大的活力。
境内长江航道全年可通航1000吨级船舶，中水期可通航2000-3000吨级船舶。

## 经济
2023年合江县实现地区生产总值(GDP)319.1亿元。

## 教育
全县各级各类学校218所。学前教育学校120所，义务教育学校92所，普通高中学校5所，特殊教育学校1所，老年教育机构1家，中等职业学校3所，高等教育学校1所（四川三河职业学院），成人高校（社区大学）1所。各级各类学校专任教师0.6686万人，各级各类学校在校学生12.2744万人。

## 文物保护单位
全国重点文物保护单位6处：神臂城遗址、合江崖墓群、尧坝镇古建筑群、福宝古建筑群、先市酱油酿造作坊、茶马古道（凤鸣驿道、白鹿驿道、先滩古驿道）。
省级文物保护单位12处：合江城垣、何家湾崖墓、合江考棚、转龙坝菜河园、合江法王寺、合江节孝坊群、白鹿古建筑群、太平军过县始末岩刻、川滇黔工农红军游击队起义指挥部旧址、周祠、合江白塔、冯玉祥题词“还我河山”石刻。

## 风景名胜
- 福宝旅游区：玉兰山、天堂坝、自怀景区
- 古镇：福宝古镇、尧坝古镇
- 法王寺—龙卦山
- 金龙湖
- 笔架山
- 神臂城遗址（老泸州遗址）

## 历代名人
- 王朝闻
- 凌子风
- 先汪
- 吴玉章
- 罗念一

## 特产
- 先市酱油：中国地理标志产品。又名“先市豆油”，以赤水河流域小麦大豆、赤水河水（井水）以及四川井盐为原料，利用赤水河流域特有天然微生物发酵精酿而成的酱油。
- 合江金钗石斛、合江荔枝：中国地理标志产品。